# Mosteiro (Azory)
Mosteiro − parafia (freguesia) gminy Lajes das Flores. W 2011 miejscowość była zamieszkiwana przez 43 mieszkańców.